# INS Jyoti (A58)
INS Jyoti (A58) je zásobovací tanker indického námořnictva. Do zařazení letadlové lodě INS Vikramaditya v roce 2013 byl tanker Jyoti největší válečnou lodí indického námořnictva.

## Stavba

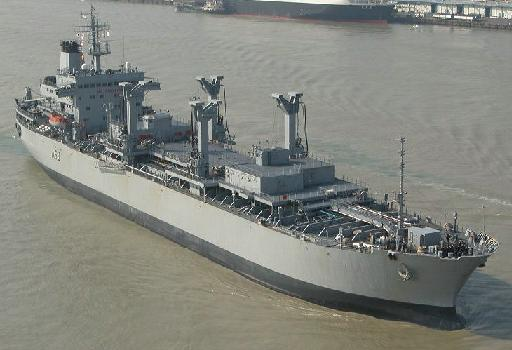
INS Jyoti (A58)

Tanker Jyoti byl rozestavěn sovětskou loděnicí Admiraltějskije verfi v Leningradu jako sovětský vojenský tanker třídy Komandarm Fedko (Projekt 1596.6). Během stavby jej odkoupila Indie, aby jím v modifikované podobě posílila své námořnictvo. Loď byla spuštěna na vodu 8. prosince 1995 a uvedena do služby 19. července 1996.

## Konstrukce

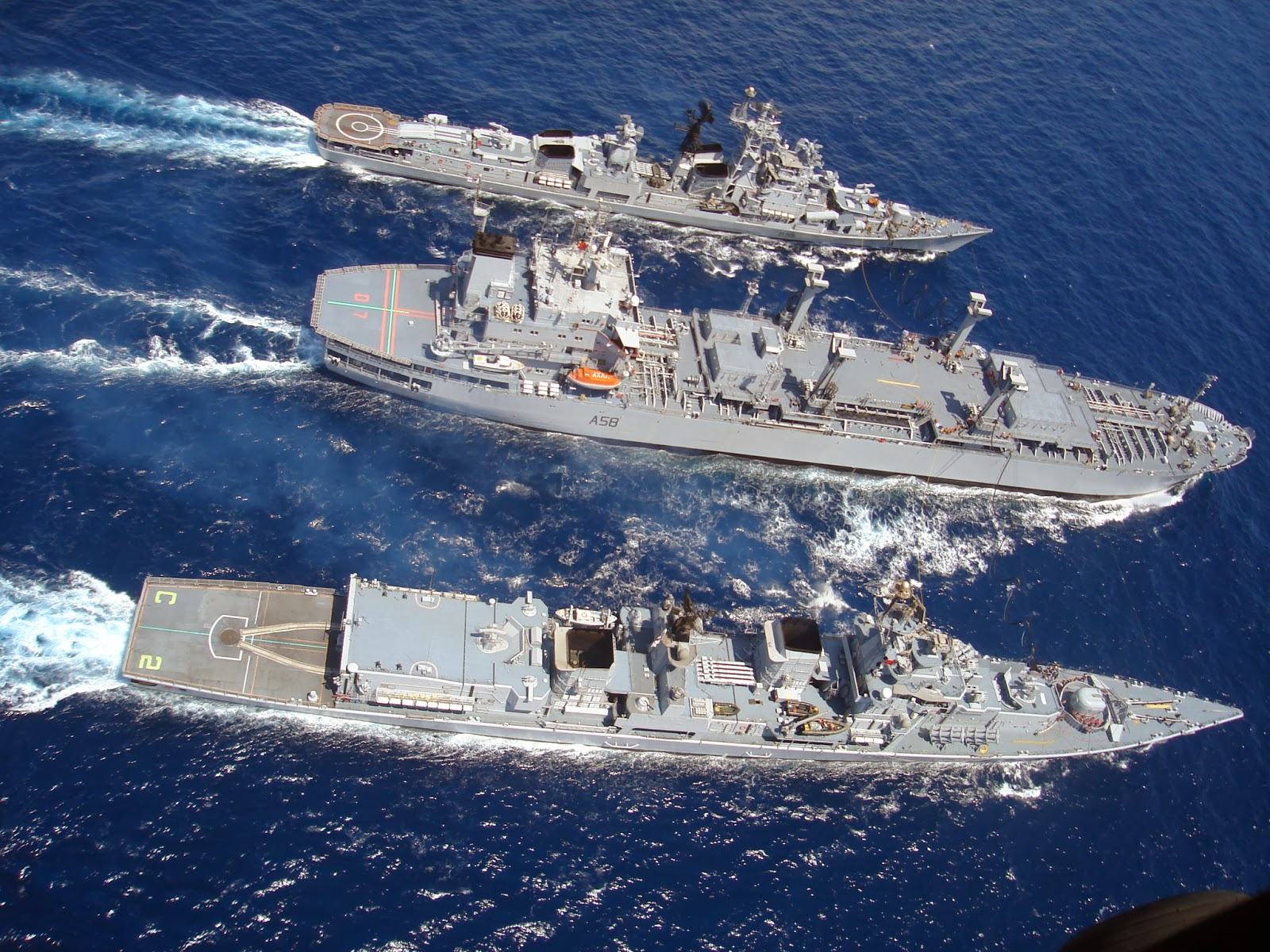
Cvičení Tropex 2014 – shora torpédoborec INS Ranjit (D53), tanker INS Jyoti (A58) a torpédoborec INS Mysore (D60)

Jedná se o tanker s dvojitým trupem. Tanker může zároveň zásobovat po jednom plavidle na každém boku a třetí plující u zádi. Kapacita tankeru činí 28 000 tun nafty, leteckého paliva, mazadel, vody a dalšího materiálu. Obranná výzbroj byla zpočátku omezena pouze na kulomety. Na zádi tankeru se nachází přistávací plocha pro jeden střední transportní vrtulník. Pohonný systém tvoří jeden diesel Brjansk-Burmeister & Wain 6DKRN74/160-3 o výkonu 10 600 bhp. Nejvyšší rychlost je 16,5 uzlu. Dosah je 12 000 námořních mil při rychlosti 15 uzlů.